# Гохберг, Аба Яковлевич
Аба Яковлевич Гохберг (рум. Aba Gohberg; 1920, Лапушна, Бессарабия — 1996, Израиль) — молдавский советский учёный и организатор в области виноделия и виноградарства. Доктор экономических наук. Заслуженный винодел Молдавской ССР (1970). Директор Молдавского НИИ виноградарства и виноделия (МолдНИИВиВ, 1978—1991).

## Биография
Родился в селе Лапушна в семье оптового виноторговца, окончил школу там же и виноградарское училище в селе Купкуй. Призван в Красную Армию в мае 1941 года, с началом Великой Отечественной войны был отправлен на фронт в составе 533-го пехотного полка Южного фронта. В августе 1941 года был ранен в боях под Запорожьем, проходил лечение в госпитале в Чебоксарах, трудился на подсобных работах в зерносовхозе в Карманинском районе Бухарской области. В начале 1944 года был вновь отправлен на фронт радистом управления третьего дивизиона 292-го артиллерийского полка, воевал в Эстонии, Польше, Чехословакии, Венгрии и Германии (ефрейтор). После демобилизации работал бригадиром и управляющим отделением совхоза в Шишканах, с 1951 года — директором винного комбината в Ниспоренах.
Окончил факультет виноградарства и виноделия Кишинёвского сельскохозяйственного института. В 1962—1978 годах руководил Котовским агропромышленным комплексом в Котовске (включавшим виноградарский совхоз и винзавод), после чего был назначен генеральным директором образованного в 1978 году научно-производственного объединения «Виерул» в Костюженах, включавшего Молдавский научно-исследовательский институт виноградарства и виноделия, опытно-питомниководческое хозяйство, конструкторское бюро с опытно-машиностроительным предприятием, школу мастеров-виноградарей, лабораторию микроклиматологии и пять базовых совхозов. Объединение располагало 17 тысячами гектаров сельскохозяйственных угодий, в том числе 4,4 тысячами гектаров виноградников, свыше 1 тысячи гектаров виноградных маточников. Провёл комплекс научных работ по расширению отечественных питомников европейских сортов винограда Пино Фран и Шардоне, ввёл производство элитных вин с контролируемым наименованием по месту происхождения. В институте был организован селекционный центр и музей винограда и вина. С 1991 года возглавлял совместное молдавско-германское научно-кооперативное предприятие «Universal» («Alians»), занимавшееся вопросами виноделия в Молдавии.
Кандидатскую диссертацию по теме «Повышение экономической эффективности производства и совершенствование социальных отношений на селе в условиях аграрно-промышленных объединений» защитил в 1975 году. Диссертацию доктора экономических наук по теме «Экономические проблемы формирования и функционирования научно-производственных объединений» защитил в 1986 году. Входил в комиссию ГОСТа СССР по посадочным материалам винограда.
Научные труды посвящены организации, менеджменту и экономическим вопросам научно-производственных предприятий, организационным вопросам виноградарства и виноделия (выведение высокопродуктивных сортов винограда, совершенствование технологии возделывания винограда, конструирование виноградниковых машин). Автор изобретений в области сельскохозяйственной техники.
Последние несколько лет жизни провёл в Израиле. В честь Абы Гохберга названы улицы (strada Aba Gohberg) в Кодру и Кишинёве (на Ботанике). Награждён двумя орденами Ленина, орденом Октябрьской Pеволюции, боевыми наградами (орден Отечественной войны II степени, медаль «За отвагу»).

## Публикации

### Монографии
- De la experienţă — în practică. Institutul moldovenesc de cercetări ştiinţifice pentru viticultură şi vinificaţie. Кишинёв: Картя молдовеняскэ, 1970. — 35 p.
- От эксперимента — к практике. Совхоз-завод «Виктория» Котовского района. Кишинёв: Картя молдовеняскэ, 1970. — 34 с.
- Котовское аграрно-промышленное объединение: Опыт работы. Москва: Колос, 1975. — 128 с.
- Агропромышленная интеграция в действии. Кишинёв: Картя Молдовеняскэ, 1979. — 191 с.
- Научно-производственные объединения: создание, эффективность, проблемы (На материалах сельского хозяйства МССР). Кишинёв: Картя молдовеняскэ, 1985. — 196 с.

### Под редакцией А. Я. Гохберга
- Научные достижения по виноградарству и виноделию МолдНИИВИВ. Кишинёв: Молдавский НИИ виноградарства и виноделия НПО «Виерул», 1980. — 263 с.
- Научно-технический прогресс в виноградарстве и виноделии. Часть I — Селекция, питомниководство. Кишинёв: Молдавский НИИ виноградарства и виноделия, 1980. — 136 с.; Часть II — Агротехника, виноделие. Кишинёв: Молдавский НИИ виноградарства и виноделия, 1980. — 224 с.
- Питомниководство — решающий фактор развития виноградарства. Кишинёв: Молдавский НИИ виноградарства и виноделия, 1985. — 92 с.